# 갑판

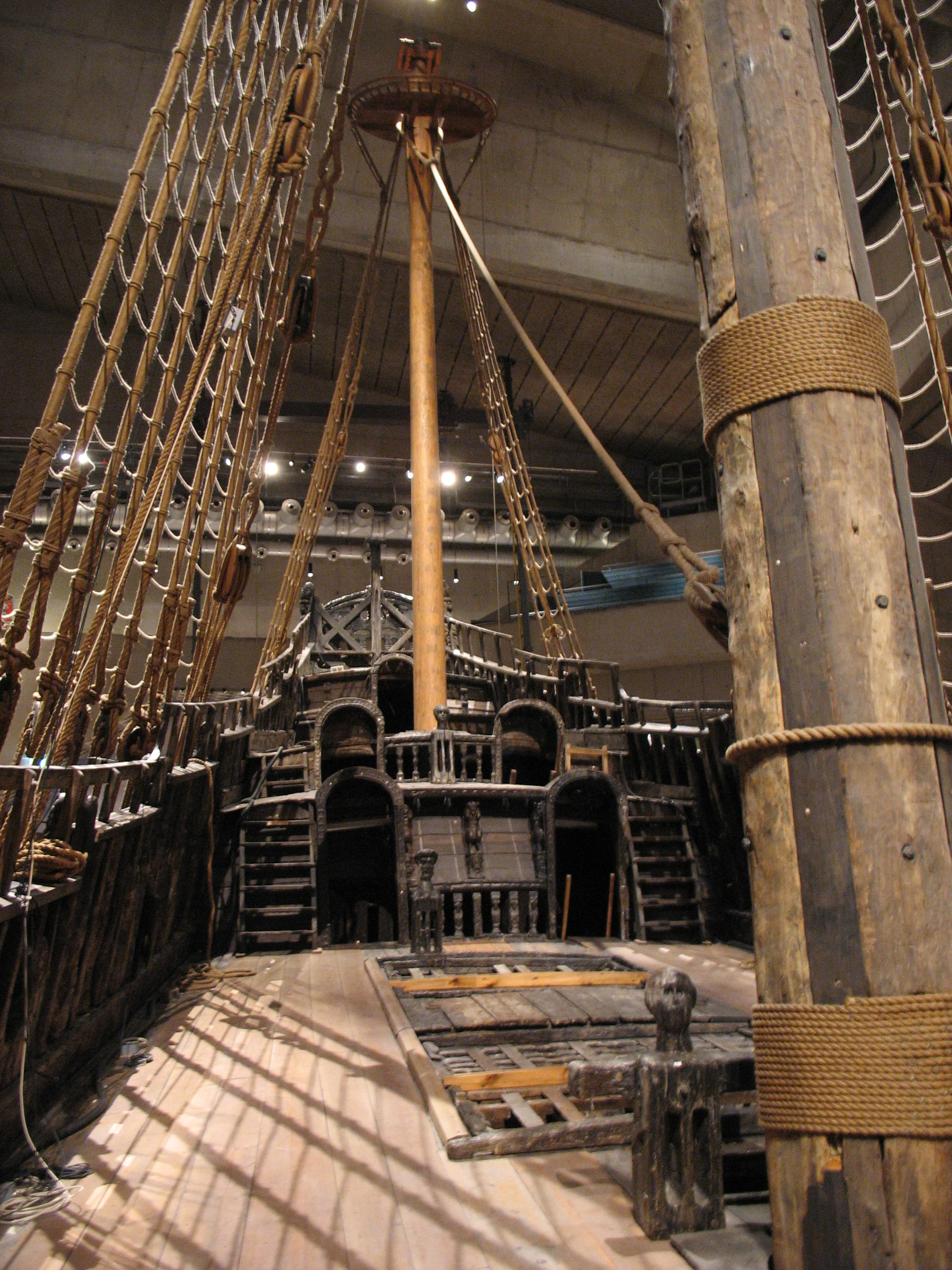

갑판(甲板, 영어: deck)은 선박에서 선실이나 선체 위를 영구히 덮고 있는 외부층이다. 상부갑판은 선체의 "지붕"을 형성하여 선체를 튼튼하게 함과 동시에 갑판 그 자체도 중요 작업 공간이 된다. 상부갑판 이외에도 선체 내부나 선루(船樓) 구조에도 여러 층의 바닥 구조가 만들어질 수 있는데, 이것 역시 갑판이라고 칭한다.

## 같이 보기
- 비행갑판